# Nelson Enríquez
Nelson Iván Enríquez Ormeño (Concepción, Chile, 17 de octubre de 1961) es un exfutbolista chileno que se desempeñaba en la posición de volante.

## Trayectoria
Comenzó su carrera profesional en Huachipato en 1983, donde se mantuvo hasta 1987. En 1987 tuvo un paso por Cobreloa durante la Copa DIGEDER 1988, para el segundo semestre pasar a Deportes La Serena.Para 1991 defendió los colores de Unión Española,para la temporada siguiente defender los colores de Everton.
En 1993 paso a Deportes Temuco, donde logró clasificar a las Liguillas Pre-Libertadores de 1993 y 1995. Tras el fin de la temporada 1996, en donde con un gol suyo salvo del descenso directo al equipo albiverde en la última fecha,y luego de mantenerse en la división de oro tras derrotar en la liguilla de promoción a Cobresal, se retiró del fútbol profesional.

## Selección nacional
Por la Selección chilena, formó parte de la nómina que participó en los Juegos Panamericanos de 1987, donde obtuvieron medalla de plata al caer derrotado por 2-0 en la prórroga ante Brasil. También jugó 6 partidos internacionales en 1988.

### Particpación en Juegos Panamericanos
| Juegos                             | Sede           | Resultado        |
| ---------------------------------- | -------------- | ---------------- |
| Panamericanos de Indianápolis 1987 | Estados Unidos | Medalla de Plata |

#### Partidos internacionales
| Partidos internacionales | Partidos internacionales | Partidos internacionales                           | Partidos internacionales | Partidos internacionales | Partidos internacionales | Partidos internacionales | Partidos internacionales | Partidos internacionales | Partidos internacionales |
| N.º                      | Fecha                    | Estadio                                            | Local                    | Resultado                | Visitante                | Goles                    | Asistencias              | DT                       | Competición              |
| ------------------------ | ------------------------ | -------------------------------------------------- | ------------------------ | ------------------------ | ------------------------ | ------------------------ | ------------------------ | ------------------------ | ------------------------ |
| 1                        | 23 de mayo de 1988       | Varsity Stadium, Toronto, Canadá                   | Chile                    | 0:1                      | Grecia                   |                          |                          | Orlando Aravena          | Copa Stanley Matthews    |
| 2                        | 25 de mayo de 1988       | Varsity Stadium, Toronto, Canadá                   | Canadá                   | 1:0                      | Chile                    |                          |                          | Orlando Aravena          | Copa Stanley Matthews    |
| 3                        | 1 de junio de 1988       | Pacific Memorial Stadium, Stockton, Estados Unidos | Estados Unidos           | 1-1                      | Chile                    |                          |                          | Orlando Aravena          | Amistoso                 |
| 4                        | 3 de junio de 1988       | Aztec Bowl, San Diego, Estados Unidos              | Estados Unidos           | 1-3                      | Chile                    |                          |                          | Orlando Aravena          | Amistoso                 |
| 5                        | 6 de junio de 1988       | Bulldog Stadium, Fresno, Estados Unidos            | Estados Unidos           | 0-3                      | Chile                    |                          |                          | Orlando Aravena          | Amistoso                 |
| 6                        | 13 de septiembre de 1988 | Estadio La Portada, La Serena, Chile               | Chile                    | 3-1                      | Ecuador                  |                          |                          | Orlando Aravena          | Amistoso                 |
| Total                    | Total                    | Total                                              | Presencias               | 6                        | Goles                    | 0                        |                          |                          |                          |

| Selección chilena | Selección chilena | Selección chilena |
| Año               | Partidos          | Goles             |
| ----------------- | ----------------- | ----------------- |
| 1988              | 6                 | 0                 |
| Total             | 6                 | 0                 |

## Clubes
| Club               | País  | Año       |
| ------------------ | ----- | --------- |
| Huachipato         | Chile | 1983-1987 |
| Cobreloa           | Chile | 1988      |
| Deportes La Serena | Chile | 1988-1990 |
| Unión Española     | Chile | 1991      |
| Everton            | Chile | 1992      |
| Deportes Temuco    | Chile | 1993-1996 |

## Palmarés

### Títulos internacionales
| Título                            | Club (*)                     | País           | Año  |
| --------------------------------- | ---------------------------- | -------------- | ---- |
| Medalla de plata en Panamericanos | Selección de fútbol de Chile | Estados Unidos | 1987 |

(*) Incluyendo la Selección